# Wohlen bei Bern
Wohlen bei Bern is een gemeente en plaats in het Zwitserse kanton Bern, en maakt deel uit van het district Bern-Mittelland.
Wohlen bei Bern telt 8.948 inwoners.

## Geboren
- Fabian Cancellara (1981), wielrenner
- Leonardo Bertone (1994), voetballer